# Твой сын, Земля
«Твой сын, Земля», полное название «Твой сын, Земля: Повесть о секретаре райкома» (груз. მშობლიურო ჩემო მიწავ რაიკომის მდივანი) — советский художественный фильм, снятый режиссёром Резо Чхеидзе в 1980 году на студии «Грузия-фильм», социальная драма. Создан в двух версиях — для кино (2 серии) и телевидения (4 серии).

## Сюжет
В родную долину Вайо возвращается назначенный туда секретарём райкома партии Георгий Торели.
Его радушно встречает председатель колхоза, импозантный Мераб Сетуридзе, охотно демонстрируя активное строительство, показательную ферму, рассказывая о видах на урожай. Однако молодой партиец, не направившийся сразу в правление, а «погулявший» до этого по владениям колхоза, уже видит, что всё не так радужно — показательной ферме с коровой-рекордисткой, якобы дающей 12 тонн молока в год (над чем крестьяне тихо посмеиваются) сопутствует запущенная, да и вся долина угасает по сравнению с тем, что помнил Георгий из своего детства — из сотни сёл с садами и виноградниками осталось шесть и народ так и стремится перебраться в город.
Расследование Торели выявляет, что дело не только в утечке народа, стремящегося в горожане — в районе налицо серьёзное очковтирательство и коррупция, включая председателя, не гнушающегося браконьерством с вертолёта и невозможность для местных жителей попасть в больницу без взятки. Председатель не воспринимает интеллигентного секретаря как серьёзного противника, однако общение Георгия с народом приносит свои плоды, и Сетуридзе смещают, избирая на председательский пост агронома Резо Имедадзе. Однако это не единственная из накопившихся бед долины, которые ему приходится решать, и Георгий, как истинный Сын этой Земли, прилагает все усилия, как свои, так и привлекая друзей и ушедшую было на покой мать, чтобы сделать вновь цветущей заброшенную землю, восстановить когда-то обильные здесь виноградники и убедить людей возвращаться в родные места и помогать в их возрождении.

## В ролях
- Темур Чхеидзе — секретарь райкома партии Георгий Торели
- Ева Хутунашвили — Асмат Иашвили
- Ираклий Хизанишвили — председатель райисполкома Гурам Глонти
- Георгий Харабадзе — председатель колхоза Мераб Сетуридзе
- Георгий Беридзе — Беглар Мжавия
- Михаил Вашадзе — виноградарь Абесалом Девносадзе
- Баграт Девносадзе — Баграт
- Александр Джалиашвили — дедушка Тариел
- Гоча Капанадзе — Полиактор Ахалкаци
- Роланд Какауридзе — Карло Галдавадзе
- Зураб Кипшидзе — учитель
- Зураб Лаперадзе — Шота Беродзе
- Виктор Нинидзе — Торнике Сепертеладзе
- Ия Нинидзе — Саломе
- Юрий Саранцев — Дерюгин
- Леван Учанейшвили — агроном Резо Имедадзе
- Нато Хеладзе — бабушка Дареджан
- Ираклий Хитаришвили — Георгий в детстве
- Давид Чубинишвили — Парсман (отец Георгия)
- Циала Чхеидзе — Тамари
- Бесик Хелашвили — шофёр секретаря Бесо

## Съёмочная группа
- Режиссёр: Резо Чхеидзе
- Авторы сценария: Сулико Жгенти, Резо Чхеидзе
- Художник-постановщик: Зура Медзмариашвили
- Композитор: Гия Канчели
- Оператор: Ломер Ахвледиани

## Реакция на фильм и память о нём
На XIV Всесоюзном кинофестивале, проходившем в 1981 году в Вильнюсе, фильм был удостоен главной премии, разделив её с «Фактом» Альмантаса Грикявичюса и «Тегераном-43» Александра Алова и Владимира Наумова.
Через шесть лет после выхода фильма в прокат его авторы Резо Чхеидзе, Сулико Жгенти, Ломер Ахвледиани и исполнитель главной роли Темур Чхеидзе (сын режиссёра) были удостоены за фильм «Твой сын, Земля» Ленинской премии 1986 года в области литературы, искусства и архитектуры. Впоследствии, в 1991 году, Резо Чхеидзе отказался от премии.
Песня из фильма «Херио бичебо» (ჰერიო ბიჭებო) на музыку Гии Канчели входит в репертуар Тамары Гвердцители, Гелы Гуралиа и ряда других грузинских вокалистов.